# 陈奕威
陈奕威（1962年4月—），男，汉族，广东潮安人，中华人民共和国政治人物。

## 生平
1978年9月后，在韩山师范专科学校（现韩山师范学院）化学专业读书。1981年7月，在潮州市总工会庵埠办事处工作。1984年9月加入中国共产党。
1985年5月，任潮州市委办公室资料员。1985年7月，任共青团潮州市委副书记。1988年4月，任共青团汕头市委直属机关副书记、书记。1990年12月，任共青团汕头市委副书记。1993年8月，任共青团汕头市委书记。1994年10月，任中共潮阳市委副书记，其间：1995年9月至1998年7月在省委党校在职研究生班经济学专业学习。1999年3月，任中共汕头市南澳县委书记。
2000年9月，任中共汕头市委常委、南澳县委书记。2003年3月，任中共汕头市委常委。2003年5月，任中共汕头市委常委、秘书长，其间：2004年10月至2006年6月在长江商学院在职工商管理硕士专业学习。2007年1月，任中共汕头市委常委、市政府常务副市长。2008年3月，任中共揭阳市委副书记、市政府副市长、代市长（4月转正）、党组书记。2011年8月，任中共惠州市委副书记、市政府副市长、代市长（2012年1月转正）、党组书记。2013年2月，任中共惠州市委书记、市人大常委会主任。2018年7月，任广东省人力资源和社会保障厅党组书记、厅长。2022年6月，不再担任省人力资源和社会保障厅厅长。
2013年，担任第十二届全国人民代表大会广东地区代表。
2024年7月20日，陈奕威因涉嫌严重违纪违法，接受广东省纪委监委纪律审查和监察调查。而他在惠州市市长的前任李汝求和继任麦教猛（麦教猛任职时，陈奕威为市委书记）此前也因涉嫌严重违纪违法被调查；另外在揭阳市市长的前任陈弘平（陈奕威任职市长后，陈弘平接任市委书记）早于2012年11月被调查。